# Wasserwerk Rohland
Das Wasserwerk Rohland ist ein Wasserwerk an der Ennepe. Es wird von der Aktiengesellschaft für Versorgungsunternehmen betrieben. Das Rohwasser stammt aus der Ennepetalsperre. Es ging am 22. Juni 1979 in Betrieb und löste das Wasserwerk Ahlenbecke ab, das seit 1905 in Betrieb gewesen war. Es befand sich 800 m flussabwärts.
Es liefert 1.200 m³ Trinkwasser täglich (8,5 Mio. m³ Wasser jährlich) in die Haushalte von Breckerfeld, Ennepetal, Gevelsberg, Schwelm, Sprockhövel und Wetter (Ruhr) über den Wasserbehälter Wengeberg in Breckerfeld und den Behälter Schweflinghausen in Ennepetal.